# Џејмс Бонд
Џејмс Бонд фокусира се на измишљеног агента -MI6}--а створеног 1953. године књижевника Ијана Флеминга, који га је представио у дванаест романа и две збирке кратких прича. Од Флемингове смрти 1964. године, осам других аутора је написало ауторизоване романе или романизације о Бонду: Кингсли Ејмис, Кристофер Вуд, Џон Гарднер, Рејмонд Бенсон, Себастијан Фолкс, Џефри Дивер, Вилијам Бојд и Ентони Хоровиц. Најновији роман је Вечност и један дан, издат у мају 2018. године. Додатно је Чарлс Хигсон написао серију о младом Џејмсу Бонду и Кејт Вестбрук написала романе темељене на дневницима споредног лика серије, Манипени.
Лик—такође познат под кодним именом 007—такође је прилагођен за телевизију, радио, стрип, видео-игре и филм. Филмови су најдужа непрекидна серија филмова свих времена и укупно су зарадили преко 7,04 милијарди америчких долара, што је чини шестом најпродаванијом филмском серијом до сада, која је започела 1962. филмом Доктор Но, у ком је Шон Конери у улози Бонда. До 2021, било је двадесет четири фила серије -Eon Productions}--а. У најновијем филму о Бонду, Спектра, Данијел Крејг тумачи Бонда; он је шести глумац који игра Бонда у Eon-овој серији. Постоје и две независне продукције филмова о Бонду: Казино Ројал (пародија из 1967. у којој игра Дејвид Нивен) и Никад не реци никад (римејк филма који је раније продуцирао Eon, Операција Гром из 1965, у оба глуми Конери). У 2015. серија је процењена на 19,9 милијарди долара, чиме је Џејмс Бонд постао једна од највећих медијских франшиза свих времена.
Филмови о Бонду познати су по бројним дугометражним филмовима, укључујући музичку пратњу, при чему су тематске песме у више наврата номиноване за Оскара и две су победиле. Други важни елементи који се провлаче кроз већину филмова су Бондови аутомобили, пиштољи и гаџети којима га снабдева Кју Бранч. Филмови су такође познати по Бондовим односима са разним женама, које се понекад називају и „Бондове девојке”.

## Преглед

### Лик
Командир Џејмс Бонд члан је MI6, међународног огранка британске тајне службе и носи кодни број „007”. Префикс „007” означава неограничено коришћење дозволе за убиство при обављању дужности
Флеминг је Џејмса Бонда назвао по орнитологу Џејмсу Бонду, аутору птичарског приручника Птице Западних Индија. И сам страствени птичар, Флеминг се налазио на Јамајци у тренутку када је, са примерком наведене књиге у руци, одлучио да јунака свог првог романа, Казино Ројал, написаног 1953. назове по аутору књиге. Касније је објашњавао да му је то име звучало „кратко, не превише романтично, англосаксонски и успут врло мужевно... управо онако као што ми је одговарало у том тренутку”.
Често се говори да је изглед Џејмса Бонда „пријатан и префињен”. У Казино Ројалу један од ликова романа, Веспер Линд каже за Бонда: „Подсећа ме на Хоугија Кармајкла али истовремено у њему има нешто хладно и окрутно.” Лик Хоугија Кармајкла касније ће послужити цртачу Мајку Грелу као предложак за стрип-издање о Бонду.
Инспирацију за Бондов лик Флеминг је црпио из властитог живота. Наиме, писац је био познат по свом раскошном и разузданом начину живота. Флеминг је инспирацију налазио и међу својим колегама, агентима британске тајне службе за време Другог светског рата, а нарочито у догађајима у Есторил казину у португалском градићу Есторилу, где су шпијуни зараћених држава долазили у додир са европским племством. Све то је послужило Флемингу као надахнуће за писање првог романа Казино Ројал. (Види Инспирација за лик Џејмса Бонда.)
Бонд је страствени женскарош и обожава пиће и цигаре. У исто време, он је врхунски шпијун који врло добро обавља свој посао.У филмовима, Бонд пије шампањац и коктел вотка-мартини, а у романима Бондово омиљено пиће је бурбон виски.
Као литерарни јунак, Џејмс Бонд је тежак пушач који зна попушити и до 70 цигарета на дан. Пушење је оставио тек у 80-им годинама прошлог века када приповетке почео писати Џон Гарднер. На филму Бонд се пушења оставио у Сутра не умире никад иако га виђамо да пуши кубанске цигаре у филмовима Живи и пусти друге да умру и Умри други дан.
Филмски Бонд је већ легендаран по својој свестраности и непобедивости. У Голдфингеру без проблема израчуна колико је потребно камиона да би се превезло све злато у Форт Нокса и колико дуго ће злато бити радиоактивно након експлозије Голдфингерове бомбе. У филмовима са Роџером Муром као агентом 007 Бондова „генијалност” је благо пародирана, али већ у Операцији Свемир достиже нови узлет. За време „владавине” Тимотија Далтона аутори су ту Бондову особину свели на разумну меру, али је нису у потпуности елиминисали.

### Зарада
Зарада од филмова о Џејмсу Бонду тренутно је на другом месту на листи највећих зарада, одмах иза Звезданих ратова. Жанровски, романи и филмови о Бонду крећу се у распону од реалистичких шпијунских драма до излета у научну фантастику.
Флемингови оригинални радови су углавном мрачни – без лепршавости и свима познатих проналазачких „досетки”. Уместо тога, у њима имамо спој јединствених негативаца, необичних заплета и сензуалних жена које се најчешће заљубљују у Бонда. У филмовима се детаљно разрађују садржаји Флемингових књига и уводе разне справице које смишљају генијалци из Кјуовог одељења, ангажују каскадери у опасним сценама и врло често Флемингови заплети мењају до непрепознатљивости тако да постану много примеренији филмском медију и самим тим занимљивији публици. Бондове авантуре су обично у вези с неком формулом при чему Бонд спасава свет који жели уништити апокалиптични негативац, обично лудак. Наравно, негативац настоји да убије Бонда намамљујући га у смртоносну замку при чему тај исти негативац губи важне информације; Бонд се извлачи из опасности и користи управо те информације да би онемогућио злочинца.
Руси, најчешћи негативци у романима, били су прилично иритирани великим успехом тих „западњачких” шпијунских романа у којима јунак са Запада баш сваки пут побеђује Русе. Због тога су 1968. године на тржиште избацили шпијунски роман Заховљева мисија писца Андреја Гуљашког у којем комунистички јунак у великом стилу дефинитивно поражава 007.
Први глумац уопште који је глумио Бонда био је Американац Бари Нелсон 1954. године у ТВ филму продуцентске куће CBS Казино Ројал у којем се главни јунак зове „Џими Бонд.” Године 1956, Боб Холнес позајмљује глас Бонду у јужноафричкој радио-адаптацији Операције Свемир.
Алберт Р. Броколи и Хари Салцман започињу официјелну производњу биоскопских филмова о Бонду 1962. године филмом Доктор Но са Шоном Конеријем у главној улози. Њихова продуцентска кућа, EON Productions (вероватно акроним од 'Everything Or Nothing'(све или ништа), што је био и мото компаније), у почетку је избацивала наслове једном годишње, а потом једном у две године и филмови су у том ритму снимани све до 1989. године. Уз неколико изузетака, сви филмови су добро пролазили на благајнама. И након повлачења из биоскопске дистрибуције, филмови још увек доносе профит путем видеокасета, DVD и права од ТВ емитовања. У Великој Британији, Бонд заузима три од првих пет места на листи најгледанијих филмова приказаних на телевизији.
У 80-им годинама расте незадовољство критичара који сматрају да су нападни Бондов сексизам и раскошне мондени амбијенти постали застарели и досадни те да се Бондов углађени и дотерани изглед и манири не могу носити са, рецимо, „модернистичком виолентношћу” Бруса Вилиса у тадашњем конкурентском хиту Умри мушки. Мање џентлменски а више равнодушни и насилни Бонд Тимотија Далтона са краја осамдесетих наилази на помешане реакције гледаоца; неки поздрављају реалистичнији приступ теми и главном јунаку, док су други жалили за опуштеним самоиронијским одмаком карактеристичним за еру Роџера Мура. Иако је Дозвола за убиство, Бонд из 1989. године, финансијски добро прошао, ипак се није могао мерити са својим претходницима, а један од разлога је била и слабашна рекламна кампања у Сједињеним Америчким Државама. Нови филм из серије био је најављен за 1991. годину, али је борба око ауторских права удаљила 007 са великих екрана на шест година.
Након паузе, обновљена и модернизована серија филмова започиње 1995. са Златним оком. Пирс Броснан утеловљује Бонда са елегантном мешавином маркантног цинизма Шона Конерија и лакрдијашког самоиронизовања Роџера Мура.
Џејмс Бонд је дуже време нека врста заштитног знака и снажно је утицао на целокупни жанр шпијунског филма. Серија филмова Остин Пауерс те пародије као што су Џони Инглиш (2003) и Казино Ројал (1967) су успеле посвете Бонду и његовом упливу на популарну културу. (види: Пародије Џејмса Бонда). Телевизијске имитације бондовских филмова из шездесетих година као што су Ја, шпијун, Ухвати Смарта, Дивљи, Дивљи Запад и Човек из U.N.C.L.E. имале су запажен успех. (Флеминг је и сам учествовао у креирању лика главног јунака U.N.C.L.E., Наполеона Сола, који је добио име по лику из Флеминговог романа Голдфингер а такође Флемингова идеја је била да се главни лик касније серије Девојка из U.N.C.L.E. зове Ејприл Дансер.)

## Јунакова биографија
Џејмс Бонд је син Шкота Ендруа Бонда и Швајцаркиње Монике Делакроа који несрећним случајем гину на планинарењу на Егвије Ружу и то кад је Џејмс имао 11 година. Џејмс одлази да живи у Кент са тетком Шармејн Бонд. Породични мото Бондових, који ће Џејмс Бонд усвојити за време „Операције Корона” у роману У тајној служби Њеног Величанства је Орбис нон суфицит („Свет није довољан” на латинском).
О Бондовом датуму рођења постоје различити подаци; по наводима Џона Пирсона у књизи Џејмс Бонд: Ауторизована биографија 007, Бонд је рођен 11. новембра 1920. године; међутим, овај датум није потврђен нити у једном Флеминговом роману. На основу Бондове читуље у роману Само двапут се живи, Бонд је напустио школу са 17 година и приступио Министарству одбране 1941. године. Али, ако је Бонд 1941. године имао 17 година, тада излази да је рођен 1924. Флеминг наводи да је Бонд свој први аутомобил, Бентли, (појављује се у неколико првих романа и у другом филму Из Русије с љубављу), купио 1933. године, што релативизује обе наведене године његовог рођења; наиме, био би сувише млад да купи аутомобил да је рођен 1920. или 1924. године! Многи Флемингови биографи слажу се у закључку да Флеминг никада није ни помишљао да напише више од неколико романа о Бонду, али, како су се романи множили, тако је Флеминг био присиљен да „уради ревизију Бондове ране младости” те променом датума и година омогући Бонду да има одговарајући број година за рад у тајној служби. Догађај с аутомобилом само је један такав примера. У новом роману о Бонду (Млади Бонд) издавачке куће Ian Fleming Publications, ако је веровати писцу Чарлију Хигсону, Бонд је рођен 1920. године.
Биографи се такође не слажу око места Бондовог рођења. По Пирсону, Бонд је рођен близу Есена у Немачкој; међутим, Чарли Хигсон у роману SilverFin наводи да је Бонд рођен у Швајцарској.
У доби од 12 година Бонд почиње похађати итонски колеџ, али бива избачен након два семестра када се сазнало за његов сукоб са собним колегом. У Флеминговој приповеци Само за твоје очи, Бонд наводи да је невиност изгубио са 16 година при првој посети Паризу. Овај значајан догађај из Бондовог живота наводи се и у роману Сломљена чељуст Џона Гарднера. Након Итона, Бонд је дуже време похађао престижни Фетес колеџ у Единбургу у Шкотској. У роману Октопуси, Флеминг пише да је Бонд кратко време похађао и ђеновски универзитет. Пажљивији читаоци су приметили да је Бонд похађао исте школе као и Флеминг (осим Фетеса).
Године 1941. Бонд ступа у резервни састав Краљевске морнарице при чему се представио старијим него што јест да би уопште био примљен. Из Другог светског рата излази са чином командира, а затим приступа служби MI6. У романима које је писао 1980-их и 1990-их писац Џон Гарднер унапређује Бонда у чин капетана, али његов наследник, Рајмонд Бенсон, без објашњења враћа Бонду чин командира.
Џејмс Бонд је ожењен и у роману и у филму с насловом У тајној служби Њеног величанства али његову невесту, Терезу ди Виченцо (Трејси) на сам дан венчања убија њихов архинепријатељ Ернст Ставро Блофелд; последице тог догађаја су видљиве кроз неколико следећих година. Наиме, одмах у следећем роману Само двапут се живи Бонд мора путовати до Јапана да би се осветио Блофилду док се филмски Бонд у Дијаманти су вечни не успева у потпуности осветити Блофилду.
Бонд је имао једно дете и то са Киси Сузуки у Само двапут се живи али је за постојање детета сазнао много касније пошто му Киси на растанку (Бонд је хитно морао да отпутује за Русију) не саопштава ништа о својој трудноћи. Сви ови догађаји описани су у роману Човек са златним пиштољем. За постојање свог сина Џејмса Сузукија Бонд сазнаје у приповеци Рајмонда Бенсона Говоркања из прошлости.
Ијан Флеминг често је пута наводио физичку сличност Џејмса Бонда са певачем Хоугијем Кармајклом; већина критичара се слаже да је глумац Тимоти Далтон (који је касних ’80-их два пута глумио Бонда) најсличнији Флеминговој замисли Бондовог изгледа. Бондов физички изглед до краја је дефинисан у Флеминговим романима (нарочито Из Русије с љубављу): вертикални ожиљак дужине седам центиметара на његовом левом образу (изостављен у филмским верзијама), плавосиве очи, „окрутна” уста, кратка црна коса, чуперак који пада на чело (и који с временом поседи у романима Џона Гарднера) и (након Казино Ројала) једва приметан ожиљак у облику руског ћириличног слова „Ш” на надланици (који су урезали агенти СМЕРШ-а).
И у литерарној и у филмској верзији Бонд се слично понаша у обављању свог посла. Иако са дозволом за убијање, Бонд није волео убијање мада његове циничне шале и успутне опаске након убиства наводе на супротан закључак. У Пирсоновој књизи наводи се да је Бонд први пут убио човека још као тинејџер. На почетку романа Голдфингер Бонда прогони сећање на минорног мексичког криминалца којег он неколико дана раније задави голим рукама. У филму Златно око постоје дискретни наговештаји да Бонд ипак није хладнокрвни убица, а у Свет није довољан изјављује да је хладнокрвно убиство прљава работа. Ипак, иако Бонд убија само у крајњој нужди, у филмовима почини дела која би у другим околностима била проглашена убиствима (у филму Доктор Но пуца у леђа професору Денту; убија ненаоружану Електру Кинг у Свет није довољан). Литерарни Бонд ретко користи овлашћење да убије; у неким Флеминговим романима Бонд не почини ниједно убиство.
Филмски Бонд познат је по својој склоности да пије вотку мартини и то „промућкан, не промешан”. Литерарни Бонд преферира вотку мартини али такође пије и џин мартини а у роману Казино Ројал наручује мартини са вотком и џином, Бонд је тај коктел назвао „Веспер мартини” по својој тадашњој љубавници Веспер Линд. У романима 007 увек поручује мартини са танком кришком лимуна (изгледа да је Флеминг осетио да конобари стављају маслине у мартини само да би закидали муштерије сипајући мање пића) док на филму ову Бондову навику срећемо само у Доктору Но. У стварности, у мартини баровима се „промућкан, не промешан” мартини назива „мартини Џејмс Бонд”. (Видети мартини коктел за детаљне информације о томе како разликовати промућкани од промешаног мартинија). У романима после Казино Ројала Бонд пије и разна друга пића.
Старост главног јунака значајно се разликује у литерарној и биоскопској верзији. У Флеминговом роману Операција Свемир агент 007 би требало да се пензионише у доби од 45 година, док у многим филмским верзијама срећемо знатно старијег Бонда. Узевши у обзир кориговану годину рођења (у распону од 1920. до 1924) Бонд је требало да оде у пензију између 1964. (када умире Флеминг) и 1969. (после књиге Пуковник Сан' 1968). Пирсон у Бондовој биографији сугерише да је Бонд и након пензионисања наставио радити за MI6 као специјални агент и у 1970-им. У романима Џона Гарднера Џејмс Бонд је млађи него у Флеминговој верзији тако да остаје у активној служби и током 1980-их и 1990-их година, а није много старији од 50 година. У верзији Рајмонда Бенсона, Бондова старост одговара старости Пирса Броснана, глумца који тумачи његов лик, што имплицира да је Бонд рођен 1950-их.
Филмски Бонд (који се појавио 1962. године) једно време био је ангажован у MI6. У Доктору Ноу, када нерадо замењује слабашну аутоматску берету калибра 0.25 са валтером 7.65 mm, агент 007 негодује говорећи M-у да берету користи већ десет година, што сугерише да најмање толико година ради као тајни агент. У филму Доктор Но, Бонд се управо вратио са шестомесечног боравка у болници у коју је доспео када му је на претходном задатку берета заказала.
У филму Само двапут се живи Бонд има диплому из оријенталних језика са кембричког универзитета; међутим, то је у супротности са подацима из романа и из филма Сутра не умире никад где Бонд није у стању да се служи рачунарском тастатуром на кинеском језику. Рајмонд Бенсон у роману Сутра на умире никад (адаптацији сценарија) сугерише да је Бонд лагао госпођици Манипени у прошлом филму у вези његовог знања језика. У филму Свет није довољан он течно говори руски, тврдећи да га је студирао на Оксфорду. И у осталим филмовима можемо срести Бонда како говори разне језике.
Флеминг у својим књигама наговештава да је извесни тајни агент за време антисовјетског устанка 1956. године био убачен у Мађарску да би обучавао побуњенике, иако је пораз побуњеника већ био известан. Флеминг у својим књигама тврди да је тај агент био управо Џејмс Бонд.

## Књиге

### Аутор:Ијан Флеминг
У јануару 1952. Ијан Флеминг почиње рад на свом првом роману о Џејмсу Бонду. У то време Флеминг ја радио као спољњи менаџер за организацију Кимзли Њуспејперс која је припадала Лондон Сандеј Тајмсу. Флеминг је прихватио посао под условом да му се годишње обезбеди најмање два месеца допуста за писање. Од тада би се почетком сваке године (све до смрти 1964) Флеминг повлачио у своју кућу „Златно око” на Јамајци да пише романе о Џејмсу Бонду.
| 1953. | Казино Ројал        |
| 1954. | Живи и пусти умрети |
| 1955. | Операција Свемир    |
| 1956. | Дијаманти су вечни  |
| 1957. | Из Русије с љубављу |
| 1958. | Доктор Но           |
| 1959. | Голдфингер          |

| 1960. | Само за твоје очи                 |
| 1961. | Операција Гром                    |
| 1962. | Шпијун који ме волео              |
| 1963. | У тајној служби Њеног Величанства |
| 1964. | Само двапут се живи               |
| 1965. | Човек са златним пиштољем         |
| 1966  | Октопуси и Дах смрти              |

Између 1953. и 1966. године Флеминг објављује 12 романа и две збирке приповедака о Џејмсу Бонду, с тим да су му један роман и једна збирка објављени постхумно. И до данашњих дана постоје недоумице око тога да ли је Флеминг успео довршити роман Човек са златним пиштољем (објављен 1965. године) пошто је умро убрзо након што је књига довршена. Прва његова збирка приповедака под насловом Само за твоје очи углавном се састоји од прерађених сценарија за ТВ серијал који је требало да произведе ТВ кућа CBS. Пошто је пројекат пропао, Флеминг је сценарије прерадио у приповетке: (i) Поглед на убиство, (ii) Само за твоје очи, (iii) Ризико, уз још две раније објављене приче: Хилдебрандска реткост и Велика утеха. Друга збирка, Октопуси и Дах смрти (у многим издањима насловљена само као Октопуси), изворно садржи само две приповетке, Октопуси и Дах смрти; трећа прича, Госпођин посед додата је 1967. у рото-издању, а четврта, 007 у Њујорку, додата је 2002. године.

### Романи написани после Флемингове смрти
Након Флемингове смрти 1964. године Глидроуз продакшнс, издавач Флемингових романа, планирао је нову серију књига које би биле потписане псеудонимом „Роберт Маркам” и које би наизменице писали разни аутори. Међутим, само један од планираних романа угледао је светло дана и то 1968, а радило се о роману Пуковник Сан аутора Кингслија Ејмиса. Ејмис је претходно написао две књиге о Бонду, есеј Досије Џејмс Бонд из 1964. године и духовиту Књигу о Бонду, или сваки мушкарац је 007 из 1965. (написану под псеудонимом „Поручник-пуковник Вилијам (Бил) Танер”, где се ради о сталном споредном лику у романима о Бонду). Дуго година се сматрало да је Ејмис имао улогу писца из сенке у роману Човек са златним пиштољем иако више извора демантује ту тврдњу. (Види Контроверзе око Човека са златним пиштољем.)
Године 1973. Флемингов биограф Џон Пирсон добио је поруџбину од Глидроуза да напише измишљену биографију Џејмса Бонда. Пирсон је написао књигу Џејмс Бонд: Ауторизована биографија агента 007 у првом лицу и то као да је познавао Бонда особно. Обожаваоци Бондовог лика и дела, подједнако и читаоци и гледаоци, сјајно су примили књигу. Пошто се у књизи појављује мноштво фактографских неслагања у односу на Флемингове књиге, дошло је до жучних расправа међу обожаваоцима око каноничког статуса књиге; неки су чак сматрали да се ради о апокрифном делу све док један издавач није поново објавио књигу, али овај пут као званични роман у библиотеци Флемингових романа. Глидроуз је планирао и нови серијал романа које би писао Пирсон, али до реализације те замисли није дошло. Пре овог романа, Пирсон је написао рану биографију Ијана Флеминга под насловом Живот Ијана Флеминга.
Године 1977 снимљен је филм Шпијун који ме волео, а одмах потом сценарио је прерађен у роман који је Глидроуз објавио упркос значајним одступању сценарија од истоименог Флеминговог романа. Слично ће се десити и са прерадом сценарија за роман Операција Свемир из 1979. године. Обе прераде дело су сценаристе Кристофера Вуда и сматрају се првим званичним прерадама филмског сценарија о Бонду у роман, иако, у техничком смислу, та част припада двама ранијим сценаријима. Наиме, Флемингов роман Операција Гром у ствари је прерађен сценарио истоименог филма који су написали сам Флеминг, Кевин Меклори и Џек Витингам (и где је роман објављен пре филма), а збирка приповедака Само за твоје очи највећим је делом заснована на необјављеним сценаријима.
Литерарни серијал о Бонду добио је нови полет у 80-им годинама објављивањем неколико романа писца Џона Гарднера; у периоду од 1981. до 1996. Гарднер је написао четрнаест романа о Бонду и још две прераде сценарија у роман, чак и надмашивши Флеминга у неким аспектима. Најкрупнија измена је прилагођавање Бондовог света 80-им годинама; на тај начин ликови су истих година као и у Флеминговим делима 40-ак година раније. Уопште узев, Гарднеров серијал се сматра успешним, иако је о каноничком статусу романа може разговарати.
| 1981. | Обновљена дозвола              |  |
| 1982. | За посебне намене              |  |
| 1983. | Ледоломац                      |  |
| 1984. | Питање части                   |  |
| 1986. | Нико не живи вечно             |  |
| 1987. | Нема преговора, господине Бонд |  |
| 1988. | Шкорпион                       |  |
| 1989. | Победи, изгуби или умри        |  |

| 1989. | Дозвола за убиство (прерада сценарија у роман) |
| 1990. | Сломљена чељуст                                |
| 1991. | Човек из Барбаросе                             |
| 1992. | Смрт је заувек                                 |
| 1993. | Никад не шаљи цвеће                            |
| 1994. | Морски огањ                                    |
| 1995. | Златно око (прерада сценарија у роман)         |
| 1996. | COLD                                           |

Због нарушеног здравља Џон Гарднер 1996. године прекида писање романа о Бонду а убрзо га замењује Американац Рајмонд Бенсон. Избор Американца Бенсона за писца романа о британском агенту у самом старту изазвао је многе контроверзе, а нарочито Бенсоново изневеравање литерарних стандарда које је поставио Гарднер. Бенсон је нешто раније написао књигу Уз узглавље кревета Џејмса Бонда која је била посвећена Флемингу, званичним романима и филмовима. Прво издање књиге појавило се 1984. године, а друго, допуњено издање, 1988. Бенсон је такође био ангажован у креирању неколико варијанти популарних бондовских компјутерских игрица из касних ’80-их. Написао је шест романа о Џејмсу Бонду, три романа по сценаријима за филм те три приповетке.
| 1997. | Удар из прошлости (приповетка)                   |
| 1997. | Нула минус десет                                 |
| 1997. | Сутра не умире никад (прерада сценарија у роман) |
| 1998. | Подаци о смрти                                   |
| 1999. | Клетва летње ноћи (приповетка)                   |
| 1999  | Live at Five (приповетка)                        |

| 1999  | Свет није довољан (прерада сценарија у роман) |
| 1999  | Крајње време за убиство                       |
| 2000. | Двоструки погодак                             |
| 2001. | Никад не сањај о умирању                      |
| 2002. | Човек са црвеном тетоважом                    |
| 2002  | Умри други дан (прерада сценарија у роман)    |

Крајем 2002. године Бенсон изненада напушта писање романа о Бонду иако је већ раније планирао збирку приповедака. По мишљењу Бондових обожаваоца, разлози због којих је Бенсон тако изненада одустао лежали су, између осталог, у слабој продаји књига те у намери Ијан Флеминг Пабликејшна да поводом педесетгодишњице од појаве Бондовог лика поново објави оригиналне Флемингове романе. Због свега тога, 2003. године, први пут после 1980, није објављен ниједан роман о Џејмсу Бонду.

### Млади Бонд
У априло 2004. године издавачка кућа Ијан Флеминг Пабликејшнс (Глидроуз) најављује нови серијал књига о Џејмсу Бонду. Уместо да наставе тамо где је 2002. године Бенсон стао, издавач је одлучио да главни јунак серије буде Џејмс Бонд као тринаестогодишњи питомац итонског колеџа. Аутор књига био је Чарли Хигсон (Брзи снег), а романи је требало да се базирају на садржају Флемингових књига. Када је замисао објављена, наишла је на оштре реакције критике која је сматрала да ће серијал бити намењен само „харипотеровској публици” и да неће бити ништа друго већ само очајнички покушај да се придобију нови читаоци. Међутим, први роман је у постао бестселер у Великој Британији и наишао је на добре критике. Излазак другог романа планирао се за јануар 2006. године, а планирано је да Хигсон напише укупно пет романа.
| 2005. | SilverFin      |
| 2006. | Крвна грозница |

Такође, серијал о младом Бонду требало би 2006. да укључи и стрип-свеске, али се не зна да ли ће то бити адаптације Хигсонових књига или оригиналне приче.

### Манипенијини дневници
У мају 2005. године најављена је нова трилогија романа под насловом Манипенијини дневници под уредничким надзором Кејт Вестбрук а у издању Џона Марија. Окосница романа би био лик госпођице Манипени. Тек након дугих преговора, серијал је добио зелено светло од носиоца ауторских права, издавачке куће Ијан Флеминг Пабликејшнс. . Прво издање трилогије планирано је за 10. октобар 2005.
Романи су у почетку рекламирани као тајни дневници једног од колега „правог” Џејмса Бонда, али је, након истраживања лондонског Сандеј Тајмса издавач 28. августа 2005. објавио да се ипак ради о лажним дневницима.
Роланд Филипс, Маријев извршни директор дословно је рекао: „Од момента када сам први пут сазнао за ово значајно откриће знао сам да ће то бити најважнији део досад необјављених историјских записа.”
За Вестбрукову се говоркало да је нећакиња „праве” Џејн Манипени и да су дневници „откривени” након њене смрти 1990. године. Такође се тврдило да је Вестброкова похађала Тринити колеџ у Кембриџу. Међутим, управа колеџа — који су ’30-их година похађали совјетски шпијуни Ким Филби, Доналд Меклејн и Ентони Блант — негирала је те наводе.

### Остала издања о Бонду
Године 1967. Глидроуз објављује књигу Авантуре Џејмса Бонда Јуниора коју је написао Артур Колдер-Маршал под псеудонимом Р. Д. Маскот. Књига је била намењена млађим читаоцима и описивала је авантуре Бондовог нећака (иако је наслов сугерисао нешта друго).
Анимирани телевизијски серијал из ’90-их година, Џејмс Бонд јуниор, имао је 65 епизода и на основу њега Џон Пил, под псеудонимом Џон Винсент, написао је шест романа. (Ова серија књига нема никакве везе са Маршаловим књигама из 1967)
Као додатак мноштву fan fiction-података насталих од првог појављивања Џејмса Бонда, два позната писца написала су књиге за које се сматрало да их је наручио Глидроуз. Прву књигу, За фину унцу написао је 1966. године Џефри Џенкинс, близак пријатељ Ијана Флеминга, тврдећи при томе да је заједно са Флемингом сазнао за причу из раних 50-година о кријумчарењу дијаманата која је била врло слична причи из романа Дијаманти су вечни. По наводима из књиге Досије Бонд Ендија Лејна и Пола Симпсона, кућа Глидроуз, убрзо након Флемингове смрти, нуди Џенкинсу да напише роман о Бонду. Међутим, роман никад није угледао светло дана. Неки извори тврде да је Џенкинсонов роман требало да буде објављен под Маркамовим псеудонимом. Друга прича, Смртоносна зона писца Џима Хатфилда, објављена је 1985. године. Иако се на корицама књиге наводи да је издавач Глидроуз, дознало се да је у питању било пишчево приватно издање. Осим тога, није превише вероватно да би Глидроуз тражио од Хатфилда да напише роман о Бонду баш у периоду када је њихов службени аутор био Џон Гарднер. Књига Смртоносна зона може се наћи на интернету на адреси овде.

## Званични филмови
Серију филмова о Џејмсу Бонду карактерише посебност стила и садржаја и то још од првог филма из серије снимљеног 1962. године.
Од филма Доктор Но, сваки званични филм о Џејмсу Бонду започиње „сценом пиштољског пуцња”, којом се уводи лик агента 007 у филм. Цев пиштоља види се из нападачеве перспективе који гледа надоле према Бонду који корача и који се у једном тренутку брзо окреће и пуца; кадар постаје црвен (симболизујући липтање нападачеве крви), отвор цеви се претвара у бели круг и – почиње филм.
У прва три филма, лик Џејмса Бонда у секвенци пиштољског пуцња представља каскадер Боб Симонс и на тај начин, барем технички, постаје први интерпретатор лика Џејмса Бонда на филму. Почевши са филмом Операција Гром из 1965. у наведеној сцени појављују се глумци који тумаче Бондов лик у том филму. За филм Доктор Но дизајнер уводне шпице Морис Бајндер снимио је наведену сцену са минијатурним отвором бленде на камери pin hole камера монтираној у правој пиштољској цеви. Каскадер Симонс те глумци Шон Конери и Џорџ Лејзенби једини су у наведеној сцени носили шешир, док су Роџер Мур, Тимоти Далтон и Пирс Броснан носили смокинг. Од филма Златно око (1995) пиштољска цев је компјутерски генерисана, док следећи филм, Умри други дан, који је уједно био и двадесети филм о Бонду, уводи још једну новину: компјутерском графиком направљен метак који излеће из Бондовог пиштоља и лети право према гледаоцу.
Након секвенце пиштољског пуцња, сваки филм, почевши са Из Русије с љубављу (1963), започиње вишеминутном секвенцом која иде пре уводне шпице и популарно се назива „уводни гамбит.” У тим секвенцама Бонд је најчешће приказан како довршава претходни задатак и преузима нови који често није повезан са његовим главним задатком. Понекад су те секвенце повезане са заплетом филма (као у Шпијуну који ме волео). Све те секвенце накрцане су акционим елементима који из филма у филм постају све спектакуларнији, све луђи и са много више специјалних ефеката него у претходном филму. Филм из 1999. Свет није довољан има најдужу уводну секвенцу у свим филмовима о Бонду која траје чак 15 минута, док уводне сцене у већини филмова о Бонду трају око пет минута.
По завршетку уводне секвенце, започиње уводна шпица филма на којој су у маниристичком стилу приказане дискретно обнажене лепотице које сензуално плешу, скачу са трамполина или чак пуцају из разноврсног оружја. У четрнаест филмова о Бонду уводна шпица дело је дизајнера Мориса Бајндера и врло брзо постала је заштитни знак и главна атракција свих филмова о Бонду. После Бајндерове смрти 1999. дизајн уводне шпице преузима Данијел Клајнман при чему уводи елементе компјутерске графике који, наравно, нису постојали у Бајндерово време. За време трајања уводне шпице, популарни певачи интерпретирају главну музичку тему филма. У највећем броју случајева уводна шпица је невезана за заплет филма, иако понекад дизајн шпице наговештава општу тему филма (на пример, Само двапут се живи користи јапанске мотиве заједно са сликама вулкана пошто су оба мотива садржана у самом филму). Само за твоје очи започиње насловном песмом коју Шина Истон пева појављујући се лично на шпици. Умри други дан је необичан по томе што кадрови из уводне шпице прате основну нит приче. Негде од средине ’90-их у филмској индустрији постаје уобичајен манир да се уводна шпица изоставља са почетка филма, па филмови о Џејмсу Бонду (који задржавају уводну шпицу) и по томе остају изузетни.

### Бондово представљање
Бондово познато представљање, „Бонд. Џејмс Бонд” постаје популарна фраза након што је у филму Доктор Но први пут промрмља Шон Конери (са неизбежном цигаретом у углу усана). Потом је фраза уврштена и у лексикон западне популарне културе као симбол углађеног и лежерног мачизма. Ову фразу је 21. јуна 2005. године Амерички институт за филм прогласио за 22. најбољу фразу у историји филма.
Постоји анегдота о сусрету Џејмса Бонда са глумцем Ван Дамом. Бонд му се приликом њиховог првог сусрета уредно представио фразом: „Бонд. Џејмс Бонд”, на то му је Ван Дам одговорио у истом маниру: „Дам. Ван Дам. Клод Ван Дам. Жан Клод Ван Дам”.
Кажу и да се Бондов пас представља у маниру свог господара са: „Вау. Вау вау”.
Сваки обожавалац има свог фаворита међу тумачима улоге Џејмса Бонда: Шона Конерија—грубијана, али чији је мачизам сакривен иза углађене појаве, Џорџа Лејзенбија—контроверзног грубијана, подједнако вољеног и одбациваног, Роџера Мура— префињеног, увек уредно почешљаног при спасавању света, Тимотија Далтона—насилног литерарног лика, те Пирса Броснана—углађеног насилника. Најновији тумач Бонда на филму је у последња два наставка британски глумац Данијел Крејг.
|  |  |  |  |  |  |

### Филмови
| Редни број. | Наслов                            | Година | Џејмс Бонд    | Укупна зарада        |
| ----------- | --------------------------------- | ------ | ------------- | -------------------- |
| 1           | Доктор Но                         | 1962.  | Шон Конери    | 59.600.000 долара    |
| 2           | Из Русије с љубављу               | 1963.  | Шон Конери    | 78.900.000 долара    |
| 3           | Голдфингер                        | 1964.  | Шон Конери    | 124.900.000 долара   |
| 4           | Операција Гром                    | 1965.  | Шон Конери    | 141.200.000 долара   |
| 5           | Само двапут се живи               | 1967.  | Шон Конери    | 111.600.000 долара   |
| 6           | У тајној служби Њеног Величанства | 1969.  | Џорџ Лејзенби | 87.400.000 долара    |
| 7           | Дијаманти су вечни                | 1971.  | Шон Конери    | 116.000.000 долара   |
| 8           | Живи и пусти друге да умру        | 1973.  | Роџер Мур     | 161.800.000 долара   |
| 9           | Човек са златним пиштољем         | 1974.  | Роџер Мур     | 97.600.000 долара    |
| 10          | Шпијун који ме волео              | 1977.  | Роџер Мур     | 185.400.000 долара   |
| 11          | Операција Свемир                  | 1979.  | Роџер Мур     | 210.300.000 долара   |
| 12          | Само за твоје очи                 | 1981.  | Роџер Мур     | 195.300.000 долара   |
| 13          | Октопуси                          | 1983.  | Роџер Мур     | 187.500.000 долара   |
| 14          | Поглед на убиство                 | 1985.  | Роџер Мур     | 152.400.000 долара   |
| 15          | Дах смрти                         | 1987.  | Тимоти Далтон | 191.200.000 долара   |
| 16          | Дозвола за убиство                | 1989.  | Тимоти Далтон | 156.200.000 долара   |
| 17          | Златно Око                        | 1995.  | Пирс Броснан  | 353.400.000 долара   |
| 18          | Сутра не умире никад              | 1997.  | Пирс Броснан  | 346.600.000 долара   |
| 19          | Свет није довољан                 | 1999.  | Пирс Броснан  | 390.000.000 долара   |
| 20          | Умри други дан                    | 2002.  | Пирс Броснан  | 456.000.000 долара   |
| 21          | Казино Ројал                      | 2006.  | Данијел Крејг | 594.239.066 долара   |
| 22          | Зрно утехе                        | 2008.  | Данијел Крејг | 586.090.727 долара   |
| 23          | Скајфол                           | 2012.  | Данијел Крејг | 1.108.561.013 долара |
| 24          | Спектра                           | 2015.  | Данијел Крејг | 880.700.000 долара   |
| 25          | Није време за умирање             | 2021.  | Данијел Крејг |                      |

У сваком филму, изузев Доктора Ноа (1962), за време трајања одјавне шпице или након ње чује се најава: „Џејмс Бонд поново.. .„ или „Џејмс Бонд ће се вратити”. Такође, све до филма Октопуси (1983) у најави се именује и наслов следећег филма („Џејмс Бонд поново у...”). Кроз све ове године, три су најаве биле погрешне: прва у филму Голдфингер из 1964, где је у првим копијама Бондов повратак најављен за филм У тајној служби Њеног Величанства. Убрзо након пуштања филма у дистрибуцију, продуценти су променили планове у вези следећег филма па је у осталим копијама филма погрешка исправљена. Године 1977. у Шпијуну који ме волео најављено је да се Бонд враћа филмом Само за твоје очи. Међутим, продуценти доносе одлуку да искористе тадашњу популарност космичких тема изазвану филмом Звездани ратови екранизујући Флемингов роман Операција Свемир у којем је радња смештена у космос. Трећа погрешка је у остварењу Октопуси (1983) где се погрешно наводи наслов следећег филма као Од погледа до убиства иако је службени назив био Поглед на убиство.

#### Сцена пуцња из пиштоља
Сцена пуцња из пиштоља је сцена типична за све филмове о Џејмс Бонду. Први пут је изведена у филму Доктор Но. Извео ју је каскадер Боб Симонс. Све до филма Операција Гром ову сцену је изводио Симонс, да би је у Операцији Гром извео Шон Конери. Од тада за ову сцену нису више коришћени каскадери, већ су је изводили главни глумци.

##### Историја сцене
Први извођач ове сцене био је каскадер Боб Симонс све до 1965 када се појављује филм Операција Гром те од тада сваки глумац изводи своју сцену. Први филмови су се заиста снимали из пиштољске цеви калибра 7,5 mm. Шон Конери и Џорџ Лејзенби носе шешир и спортску варијанту док остали глумци носе смокинге. Од 1995. године уводи се и нова појава у бондовим филмовима, а то је рачунарска графика Пиштољског пуцња, а у филму Умри други дан појављује се још једна новина а то је-када бонд пуца метак пролази кроз цев и крв се слива а уједно филм је био јубиларни 20. и 40 година од појаве Бонда на малим екранима. Све до филма Златно око се снимало из цеви а од Златног Ока Графиком. Златно Око значило је прекретницу у много чему. Броколи је умро и његова ћерка и зет наслеђују његову филмску продукцију. 6. година је прошло од приказивања филма Дозвола за убиство, после филма се догодило много. МГМ-УА је продата, а ЕОН је тражио новог власника због ауторских права суђење се отегнуло па се шест година чекало на Бонда.

### Музика
Славну музичку тему Џејмс Бонд компоновао је Монти Норман а изводи је оркестар Џона Барија. Тема се први пут чује у првом званичном Бонду из 1962. године Доктор Но иако је ауторство над композицијом предмет дугогодишњих спорења. Бари је компоновао музику за једанаест филмова о Бонду (укључујући и његов непотписан допринос у Доктору Ноу) а у неколико филмова потписан је и као аутор теме 007 (која је коришћена као алтернативна музичка подлога у неколико филмова) те као аутор популарне оркестралне композиције У тајној служби Њеног Величанства. Обе су композиције (и The James Bond Theme и У тајној служби Њеног Величанства) касније обрађивали многи популарни уметници као што су Моби, Пол Оукенфолд и група Пропелерхедс.
Барија је наследио Дејвид Арнолд а на шпици филмова појављивала су се и таква композиторска и продуцентска имена као што су Џорџ Мартин, Бил Конти, Мајкл Кејмен, Марвин Хамлиш и Ерик Сера. Арнолд је досад компоновао музику за три филма о Бонду, а најављено је да ће компоновати и за следећи филм, Казино Ројал.
У тајној служби Њеног Величанства једини је филм о Бонду у којем доминира једна инструментална композиција. Главна музичка тема у филму Доктор Но је већ помињана James Bond Theme иако уводна шпица започиње непотписаним бонго-интерлудијем а завршава се обрадом песме Три слепа миша коју у филму интерпретира група Кингстон калипсо. Филм Из Русије с љубављу такође започиње инструменталном обрадом насловне теме (која касније прелази у James Bond Theme) али вокална се верзија у интерпретацији Мата Монроа два пута појављује у филму, укључујући и одјавну шпицу; ова песма се сматра главном музичком темом иако је нема на уводној шпици филма.
Скраћена верзија The James Bond Theme увек се чује на почетку филма али се често користи и у самом филму, нарочито у акционим сценама. На пример, у помало надреалној сцени из Октопусија, индијски кротитељ змија на својој фрули свира Бонду ту тему, при чему Бонд једном успутном опаском сугерише да му је та песма позната.
Главну музичку тему филма за време најавне шпице углавном изводе популарни певачи тог времена. Највише их је отпевала Ширли Беси - чак три, а остала позната имена су Тина Тарнер, Дјуран Дјуран, Том
Џонс, Пол Макартни, Ненси Синатра, Карли Сајмон, Гледис Најт, А-ха, Шерил Кроу, Шина Истон, Гарбиџ и Мадона.

### Занимљивости
- Многи сматрају да продуценти филмова о Бонду никад нису ни помишљали да ангажују Американца за ту улогу, али, напротив, амерички глумци су ангажовани у два случаја, а добијали су понуде у неколико прилика. Глумцу Адаму Весту нуђено је да глуми Бонда у У тајној служби Њеног Величанства када је Шон Конери одустао од повратка, али је се Вест захвалио на понуди. Џон Гавин ангажован је 1970. године као замена за Џорџа Лејзенбија али се Конери у минут до дванаест враћа и наступа у Дијаманти су вечни уместо Гавина. Џејмс Бролин је ангажован да 1983. замени Роџера Мура у Октопусију, припреме су биле у јеку када су продуценти успели да наговоре Мура да поново прихвати улогу. Неколицини америчких глумаца, као што су Патрик Магуан и Роберт Вагнер такође је нуђена улога Бонда, али они нису прихватили понуде.
- Роџер Мур је једини Енглез који је глумио Бонда у званичном низу филмова. Шон Конери је Шкот, Џорџ Лајзенби Аустралијанац, Тимоти Далтон је мешане италијанско-велшке крви (и рођен у Велсу) док је Пирс Броснан Ирац. Када је Данијел Крејг постао Бонд уједно је постао тек други Енглез у улози славног агента.
- Иако је у почетку био изразито незадовољан избором Шона Конерија за улогу Џејмса Бонда, (описујући га у једном тренутку као „прераслог каскадера”), Ијан Флеминг се касније предомислио и толико му се свидела Конеријево тумачење да је у својим романима прилагодио податке о Бондовом пореклу тако што је написао да је Бондов отац био Шкот. Заправо, Флеминг је првобитно изабрао Роџера Мура за ову улогу.

## Незванични филмови
Године 1954, CBS плаћа Флемингу 1.000 долара за право прилагођавања Казино Ројала у једносатну телевизијску епизоду њиховог серијала Климакс!. У тој епизоди наступио је амерички глумац Бери Нелсон у улози Џимија Бонда, агента измишљене „Сложене обавештајне агенције”. Права за Казино Ројал убрзо су уступљена продуценту Чарлсу К. Фелдману који је од тог првог Флеминговог романа направио пародију са глумцем Дејвидом Нивеном у улози једног од шест Бондова у филму. Инструментална музичка тема Херба Алперта била је хит у то време. За више података видети историјат Казино Ројала.
Када су крајем 1950-их година планови за снимање филмова о Бонду били у пуном замаху, синопсис под насловом Операција Гром који су написали Флеминг, Кевин Меклори и Џек Витингам прерађен је у виду Флеминговог деветог романа о Бонду. Меклори је покушао судским путем да добије права на филмовање романа током 1963. године. Успео је да се нагоди са кућом EON Productions око продуцирања филмске варијанте романа у којој би глумио Шон Конери. Међутим, у уговору је изричито наглашено да Меклори не сме да продуцира ни једно друго филмско прилагођавање све док не прође одређено временско раздобље. Напокон, Меклори 1983. године продуцира филм Никад не реци никад у којем Шон Конери по седми пут глуми агента 007. Пошто Никад не реци никад није настао у Броколијевој продуцентској кући EON Productions тај филм се не сматра делом званичног низа филмова о Бонду. Трећи Меклоријев покушај да уради римејк Операције Гром збио се у 1990-их година покушајем сарадње са кућом Sony Pictures, али је Меклори правним путем онемогућен, а Sony Pictures одустаје од намера да продуцира противнички низ Бонд филмова. Меклори и данданас сматра да поседује права за снимање Операције Гром, док MGM и EON тврде да су та права истекла. За детаљније податке посетите страницу контроверзе око Операције Гром.
|  |  |  |

| Наслов                          | Година | Џејмс Бонд   | Укупна зарада      |
| ------------------------------- | ------ | ------------ | ------------------ |
| Казино Ројал — ТВ епизода       | 1954.  | Бари Нелсон  | непознато          |
| Казино Ројал – Филмска пародија | 1967.  | Дејвид Нивен | 44.000.000 долара  |
| Никад не реци никад             | 1983.  | Шон Конери   | 160.000.000 долара |

## Остали ликови
Филмови и романи о Џејмсу Бонду садрже мноштво занимљивих ликова, било позитивних, било негативних. Бондови шефови и остали службеници MI6 познати су углавном по словима као што су M и Кју. У романима (за разлику од филмова) Бонд има две секретарице, Мери Гуднајт и Лелију Понсонби а њих обе на филмском платну утеловљује једна особа, М-ова секретарица госпођица Манипени. Повремено се у решавању неког случаја Бонду придружује његов добар пријатељ, агент CIA Феликс Лајтер. Захваљујући редовном појављивању у многим романима и филмовима, Лајтер је постао најпопуларнији споредни лик серијала о Бонду. У сваком филму лик Лајтера тумачио је други глумац.
Бондове жене, нарочито у филмовима, обично носе ласцивно име и презиме, као на пример „Пуси Галор” у Голдфингеру (име је измислио сам Флеминг), „Пленти О’Тул” у Дијаманти су вечни или „Ксенија Онатоп” (негативка која се сексуално узбуди дављењем мушкараца стиском бутина) у Златном оку. Без обзира на Бондов мушки шовинизам према женама, многе од њих се или заљубе у њега или их Бонд одвуче у кревет.
И у романима и у филмовима наилазимо такође на велик број споредних ликова. Најпознатији су: Бил Танер, Рене Матис и Џек Вејд.

## Возила и опрема
Егзотична шпијунска опрема и возила врло су популарни елементи свих Бондових литерарних и филмских подухвата и готово увек су пресудни за успех сваке Бондове мисије.
У Флеминговим романима и филмовима из ране фазе нема баш много таквих направа; у Из Русије с љубављу то је акт-ташна са темпираном бомбом, у Доктору Ноу, једина направа је Гајгеров бројач и ручни часовник са светлећим (и радиоактивним) бројчаником. Ипак, у филму Голдфингер (1964) та опрема постаје много сложенија и атрактивнија; њена ефикасност охрабрује Кјуове генијалце да измишљају и израђују све сложенију и бољу опрему за агента 007. По мишљењу многих критичара али и обожаваоца, неки филмови се претрпани разноразним направама и возилима, нарочито покушај излета у научну фантастику – филм Операција Свемир из 1979. године, као и Умри други дан из 2002. у којем Бондов Астон Мартин чак може постати невидљив. У филмовима снимљеним након Операције Свемир продуценти настоје, уз велике напоре, али са променљивим резултатима, избалансирати технолошко-изумитељски и приповедачки аспект филма не инсистирајући више на зависности главног јунака од технологије.
Бондов најпознатији аутомобил је сребрнастосиви Астон Мартин DB5 који се појављује у Голдфингеру, Операцији Гром, Златном оку и Сутра не умире никад. У Флеминговим књигама Бонд највише воли сиве Бентлије док Гарднер агенту додељује модификовани Саб 900 турбо којем Бонд даје надимак Сребрна звер.

## Видео-игре
Прву видео-игрицу са Џејмсом Бондом смислила је и публиковала 1983. године компанија Браћа Паркер и то за Атари 2600, Атари 5200, Комодор 64 и Колековижн. Након тога се појавило мноштво видео-игрица заснованих или на филмским или на оригиналним причама.
Међутим, видео-игрице о Бонду нису биле баш нешто популарне све до 1997. године када се појављује игрица Златно око 007 коју је произвела компанија Рер за платформу Нинтендо 64. Након тог успеха, готово свака нова игрица покушава да копира Златно око 007 у сваком погледу, али са променљивим успехом. Године 2004, Електроник Артс избацује на тржиште игрицу названу Златно око: Агент битанга која није имала никакве везе ни са видео-игром ни са филмом истог назива, а у њој Бонд има малу улогу и бива убијен на самом почетку игрице на потпуно истом задатку као у уводној секвенци филма Из Русије с љубављу.
Електроник Артс би требало да избаци укупно седам игрица о Бонду, укључујући и популарну Све или ништа у којој се прекида са традицијом пуцања из субјективне перспективе (као у Златном оку) и прелази се на опцију треће особе. У тој игри се први пут појављују познати глумци укључујући Пирса Броснана у улози Џејмса Бонда, мада је неколико претходних игрица користило Броснану сличне рачунарски генерисане особе. У 2005. години Електроник Артс избациће на тржиште игрицу Из Русије с љубављу у којој ће се сваки играч моћи да буде у улози Бонда који је слика и прилика глумца Шона Конерија. Ово ће бити тек друга игра заснована на Конеријевом Бонду (прва је била адаптација литерарне авантуре Голдфингер која се појавила ’80-их година) а прва у којој се користи и физички лик Шона Конерија. Конери ће посудити глас Бонду у игрици и то ће, након 22 године, бити први пут да Конери глуми Бонда.

## Стрипови и стрип-свеске
Године 1957, дневни лист лорда Бивербрука, Дејли експрес, обратио се Флемингу са понудом да се његове приче преточе у стрип. У почетку се Флеминг нећкао, сматрајући да би стрип могао да умањи квалитет његових дела, али је ипак пристао и 1958. излази први стрип под насловом Казино Ројал. Од тада је објављено мноштво илустрованих Бондових авантура, укључујући све Флемингове романе, као и роман Пуковник Сан Кингслија Ејмиса те већину Флемингових приповетки. Почевши од 1983. године, па све до данас, стрипови се цртају по оригиналним причама.
Кроз све ове године објављено је и неколико стрип-свески које су у ствари биле адаптација филмова о Бонду.

## Остали филмови везани за лик Бонда
Филмови и романи о Бонду често су били објекат пародије и имитације све од његовог првог појављивања на широком платну1962. године. Неке од ових пародије финансијски су прошле врло добро, као филмови из серије Остин Пауерс сценаристе и глумца Мајка Мајерса те серија филмова „Флинт” са Џејмсом Коберном у улози агента Дерека Флинта у филмовима као што су Наш човек Флинт (1966) и Као Флинт (1967).
Појавило се и неколико филмова који покушавају да искористе већ опробани рецепт из филмова о Бонду, као што је рецентни xXx.
У ТВ филму Повратак човека из U.N.C.L.E. (1983) у камео улози појављује се и Џорџ Лејзенби, Џејмс Бонд из филма У тајној служби Њеног Величанства (ради поштовања ауторских права, његов лик је представљен иницијалима „ЏБ”). Ијан Флеминг је учествовао у стварању оригиналног ТВ серијала из ’60-их, Човек из U.N.C.L.E. па је наступ „ЏБ” заправо једна врста посвете.